# Pierre-Marie Dru
Ne doit pas être confondu avec Jean-Marie Dru.
 (octobre 2021).
Si vous disposez d'ouvrages ou d'articles de référence ou si vous connaissez des sites web de qualité traitant du thème abordé ici, merci de compléter l'article en donnant les références utiles à sa vérifiabilité et en les liant à la section « Notes et références ».
 (juin 2022).
La mise en forme du texte ne suit pas les recommandations de Wikipédia : il faut le « wikifier ».
Les points d'amélioration suivants sont les cas les plus fréquents. Le détail des points à revoir est peut-être précisé sur la page de discussion.
- Les titres sont pré-formatés par le logiciel. Ils ne sont ni en capitales, ni en gras.
- Le texte ne doit pas être écrit en capitales (les noms de famille non plus), ni en gras, ni en italique, ni en « petit »…
- Le gras n'est utilisé que pour surligner le titre de l'article dans l'introduction, une seule fois.
- L'italique est rarement utilisé : mots en langue étrangère, titres d'œuvres, noms de bateaux, etc.
- Les citations ne sont pas en italique mais en corps de texte normal. Elles sont entourées par des guillemets français : « et ».
- Les listes à puces sont à éviter, des paragraphes rédigés étant largement préférés. Les tableaux sont à réserver à la présentation de données structurées (résultats, etc.).
- Les appels de note de bas de page (petits chiffres en exposant, introduits par l'outil «  Source ») sont à placer entre la fin de phrase et le point final[comme ça].
- Les liens internes (vers d'autres articles de Wikipédia) sont à choisir avec parcimonie. Créez des liens vers des articles approfondissant le sujet. Les termes génériques sans rapport avec le sujet sont à éviter, ainsi que les répétitions de liens vers un même terme.
- Les liens externes sont à placer uniquement dans une section « Liens externes », à la fin de l'article. Ces liens sont à choisir avec parcimonie suivant les règles définies. Si un lien sert de source à l'article, son insertion dans le texte est à faire par les notes de bas de page.
- La présentation des références doit suivre les conventions bibliographiques. Il est recommandé d'utiliser les modèles {{Ouvrage}}, {{Chapitre}}, {{Article}}, {{Lien web}} et/ou {{Bibliographie}}. Le mode d'édition visuel peut mettre en forme automatiquement les références.
- Insérer une infobox (cadre d'informations à droite) n'est pas obligatoire pour parachever la mise en page.

Pour une aide détaillée, merci de consulter Aide:Wikification.
Si vous pensez que ces points ont été résolus, vous pouvez retirer ce bandeau et améliorer la mise en forme d'un autre article.
Pierre-Marie Dru est un producteur de musique et superviseur musical. 

## Biographie

### Famille
Il est le fils des publicitaires Jean-Marie Dru et Marie-Catherine Dupuy.

### Formation
Il étudie l’architecture et la musique. Il découvre le musicien Ismaël Lo dans Tout sur ma mère de Pedro Almodovar et se passionne pour la musique d’Afrique de l’Ouest. En 2004, il se voit confier pour la première fois la supervision de la musique du film burkinabé Ouaga saga de Dani Kouyaté.

### Carrière
Pierre-Marie Dru supervise la musique entre autres de J'ai perdu mon corps de Jérémy Clapin (2 César en 2020 et 1 nomination aux  Oscars), Le Chant du loup de Antonin Baudry (1 César en 2020), Les Olympiades de Jacques Audiard (5 nominations au César 2022). Annette de Leos Carax (5 nominations au César 2022) lui vaut une nomination au Guild of Music Supervisors Awards (en) 2022.
En 2021, Pierre-Marie Dru préside la création de l'ASM (Association des Superviseurs Musicaux).

## Filmographie

### Cinéma
- 2004: Ouaga saga de Dani Kouyaté
- 2010: Sound Of Noise
- 2011: Delhi in a Day
- 2014: Connasse, princesse des cœurs
- 2017: Telle Mère, Telle Fille
- 2018: Holy Lands
- 2018: Je ne suis pas un homme facile
- 2018: Au bout des doigts
- 2018: YAO
- 2019: Le Chant du loup de Antonin Baudry
- 2019: À cause des filles..?
- 2019: J'ai perdu mon corps de Jérémy Clapin
- 2019: Place des victoires
- 2019: Wonder Boy
- 2020: Parents d'élèves
- 2021: Annette de Leos Carax
- 2021: Les Olympiades de Jacques Audiard
- 2022: Le petit Nicolas : Qu'est-ce qu'on attend pour être heureux ?
- 2022: Revoir Paris
- 2023: Les Trois Mousquetaires : D'Artagnan
- 2023: Les Trois Mousquetaires : Milady
- 2024: Heureux Gagnants
- 2024: Le Comte de Monte Cristo
- 2024: Emilia Pérez de Jacques Audiard

### Télévision
- 2012: Les Voies impénétrables
- 2012: Les Amis à vendre
- 2018: Plan cœur - Saison 1
- 2018: Nu
- 2019: Plan cœur - Saison 2
- 2020: La Révolution
- 2021: Mixte
- 2021: Nadia
- 2022: Plan cœur - Saison 3
- 2022: Noah: Le sens de la gagne
- 2022: Irma Vep
- 2023: Icon of French Cinema
- 2024: Nice Girls

## Distinction

### Nomination
- Guild of Music Supervisors Awards (en) : Meilleure supervision musicale pour un film de moins de 25 million de dollars pour Annette